# Ґрунтова дорога

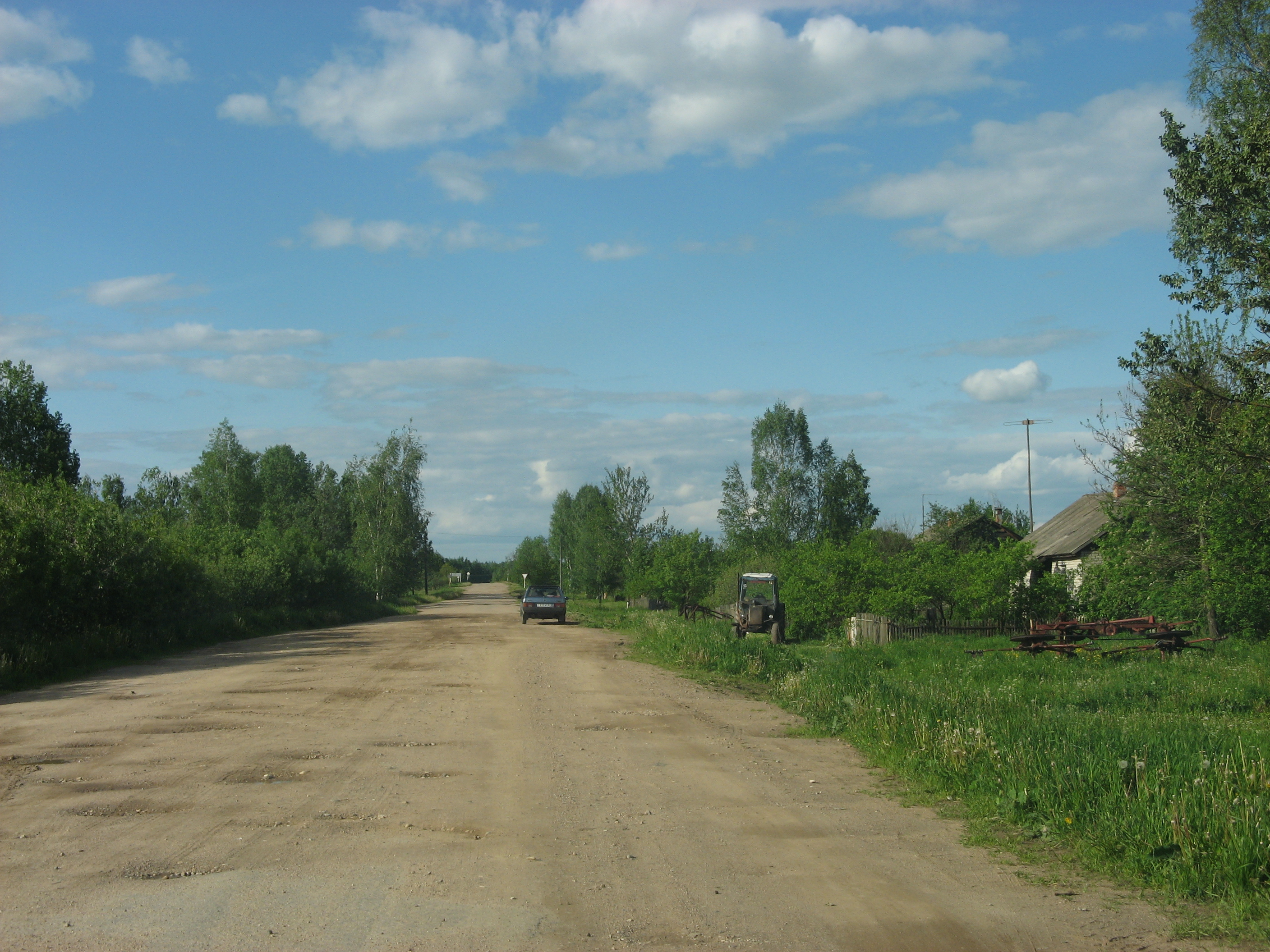
Профільована ґрунтова дорога в Смоленській області

Ґрунтова́ дорога (у просторіччі ґрунто́вка) — автомобільна або тракторна дорога, побудована з природного ґрунту чи ґрунту з добавками інших матеріалів. Поверхні дороги надають опуклий профіль, для створення якого використовують привізний ґрунт або ґрунт, отриманий при влаштуванні водовідвідних канав.
В залежності від властивостей ґрунту дорога володіє більшою або меншою стійкістю, а отже, і проїзністю. Добре вимощена ґрунтова дорога в суху пору року забезпечує проїзд автомобілів з достатніми швидкостями. Великим недоліком ґрунтових доріг є їх пилимість. В період осіннього і весняного бездоріжжя у зв'язку з перезволоженням ґрунту і втратою носійної здатності ґрунтові дороги стають непроїзними, через те, що під впливом коліс автомобілів утворюються глибокі колії та вибоїни.
Для поліпшення проїзності ґрунтові дороги зміцнюють добавками. Спостереження показують, що ґрунти, які володіють грубозернистим скелетом з вмістом крупнопісчаних і гравійних частинок 45-75 % і глинистих — 6-12 %, не розмокають і не втрачають своєї носійної здатності навіть при значному зволоженні.
При інтенсивному русі поверхня дороги деформується і вимагає посилених робіт по профілізації. Рух автомобілів великої вантажності поліпшені ґрунтові дороги не витримують. Профілювання ґрунтових доріг необхідно виконувати систематично, особливо після дощів.

## Класифікація

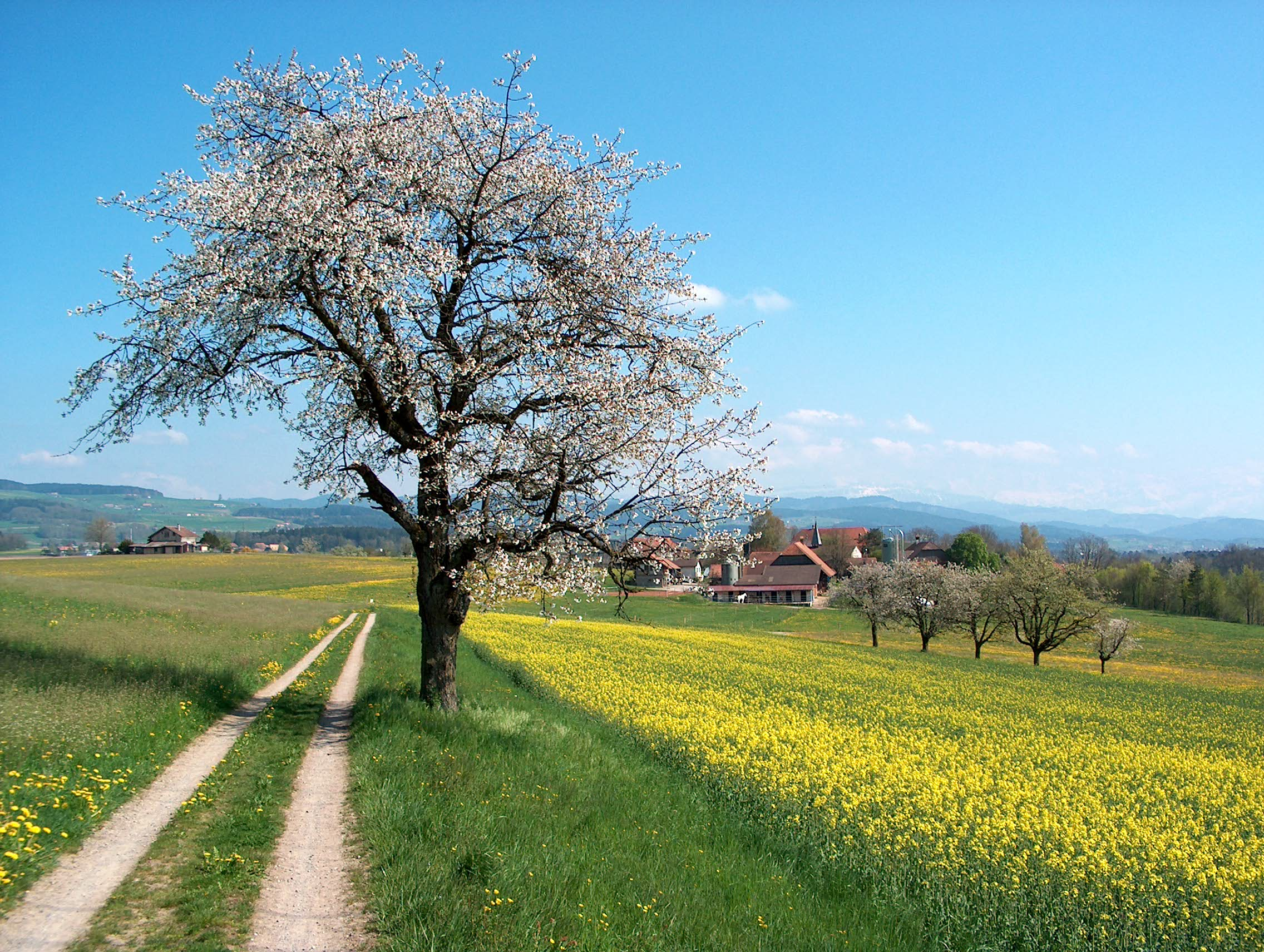
Польова дорога в Швейцарії

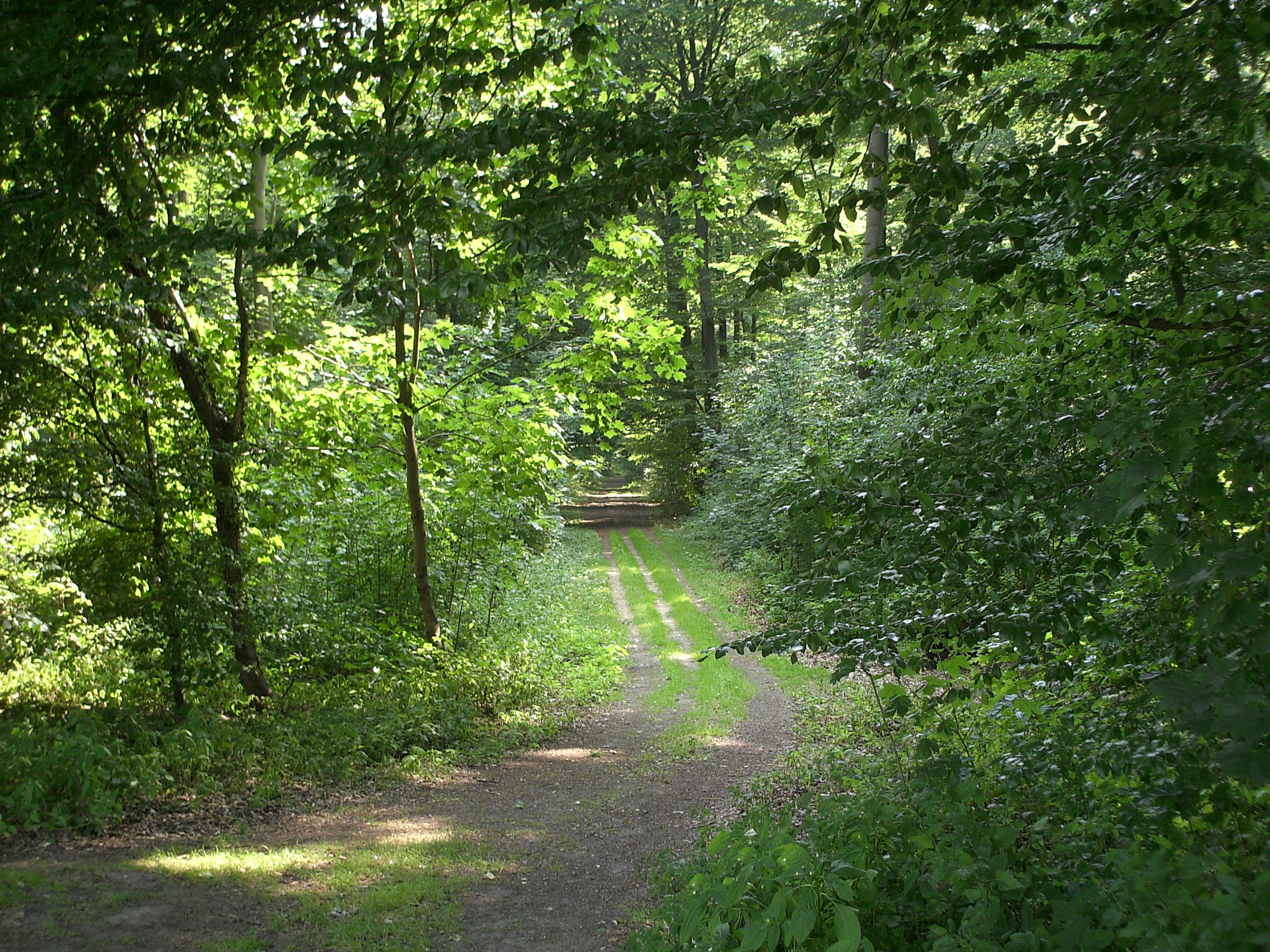
Лісова дорога в Німеччині

У СРСР і Україні ґрунтові дороги прийнято класифікувати одночасно за якістю полотна і використанням:
- Поліпшені (профільовані) дороги з проїзною частиною, поліпшеної за допомогою добавок (шлаку, гравію тощо), Так званим «нижчим типом» дорожнього одягу;
- Путівці, що не поліпшені. Путівці існують протягом тривалого часу (десятки або сотні років) і пов'язують населені пункти між собою або з великими дорогами[3]
- Лісові та польові дороги.

## На картах
На українських топографічних картах дороги зображуються:
- Поліпшені — двома паралельними лініями, полотно зафарбовано жовтим кольором;
- Путівці — суцільною лінією;
- Польові та лісові дороги — переривчастою лінією.